# Javagrodmun
Javagrodmun (Batrachostomus javensis) är en sydostasiatisk fågel i familjen grodmunnar.

## Utseende och läte
Javagrodmunnen är en rätt typisk liten grodmun, med brun fjäderdräkt uppbruten av vita fläckar och ljusa band på stjärten. Den är den enda grodmunnen på Java. Fågeln skiljs lätt från nattskärror genom sin upprätta hållning och framåtriktade ögon, och från ugglor genom borsten i ansiktet, avsaknad av ansiktsskiva, stora och breda näbb samt den långa stjärten. Bland lätena hörs en serie med fallande visslingar, ett ljust morrande följt av en strypt vissling samt korta, raspiga skrin.

## Utbredning och systematik
Fågeln förekommer i låglänta områden på västra och centrala Java i Indonesien. Den behandlas som monotypisk, det vill säga att den inte delas in i några underarter. Ibland betraktas malajgrodmun (B. affinis, inklusive continentalis) som underart till javagrodmun.

## Levnadssätt
Javagrodmunnen förekommer i olika typer av skogsområden som tät regnskog till kanter av stora plantage, från lågland till lägre bergstrakter. Arten är nattlevande och kan vara mycket svår att se när den vilar på dagen.

## Status och hot
Arten har ett stort utbredningsområde, men tros minska i antal, dock inte tillräckligt kraftigt för att den ska betraktas som hotad. Internationella naturvårdsunionen IUCN listar arten som livskraftig (LC). Notera dock att IUCN inkluderar malajgrodmunnen i arten. Världspopulationen har inte uppskattats men den beskrivs som fåtalig i större delen av utbredningsområdet,, men eftersom den är svår att upptäcka är den troligen vanligare än vad rapporter visar.